# Castelnau-de-Lévis
Castelnau-de-Lévis település Franciaországban, Tarn megyében. Lakosainak száma 1615 fő (2022. január 1.). Castelnau-de-Lévis Albi, Bernac, Cagnac-les-Mines, Castanet, Labastide-de-Lévis, Marssac-sur-Tarn, Terssac és Sainte-Croix községekkel határos.

## Népesség
A település népességének változása:
| Lakosok száma | 1561 | 1567 | 1623 | 1594 | 1617 | 1621 | 1619 | 1617 | 1615 |
|               | 2013 | 2015 | 2016 | 2017 | 2018 | 2019 | 2020 | 2021 | 2022 |